# Colleyville
La ville américaine de Colleyville est située dans le comté de Tarrant, dans l’État du Texas. Lors du recensement de 2010, elle comptait 22 807 habitants.